# ملعب آكر
ملعب آكر، عرف سابقاً باسم ملعب مولده، هو ملعب كرة قدم يقع في مولده، النرويج، يتسع لجلوس 11،249متفرج. وهو الملعب الرسمي لنادي مولده. تم تسجيل أعلى حضور جماهيري خلال مباراة في الدوري ضد روسنبورغ عام 1998 وشهد تواجد 13،308 متفرج. وفي نفس السنة استضاف الملعب، أول مباراة دولية، حينما فازت النرويج على السعودية 6–0. وفي عام 2014 تم تغيير أرضيته إلى عشب اصطناعي.